# Hydrometra stagnorum
Hydrometra stagnorum es una especie de chinche acuática (familia Hydrometridae), un hemíptero heteróptero.

## Descripción
Mide de 10 a 13 mm de longitud, esbelto con la cabeza muy estirada hacia delante, patas largas y antenas de cuatro artejos, la parte ventral del abdomen está dotada de finos pelos que evitan que se moje en el agua. Vive sobre la superficie del agua, su poco peso impide que rompan la tensión superficial del agua; activas al atardecer, para descansar se retiran a la tierra firme.

## Distribución
En el sur de Europa hasta llegar al norte de África.

## Hábitat
Se encuentran prácticamente en todas las aguas, siendo más abundantes en aguas calmadas y poco profundas; se alimentan de insectos muertos que flotan sobre el agua. Los adultos invernan.